# Arthur K. Watson
Pour les articles homonymes, voir Arthur Watson et Watson.
Arthur Kittredge Watson, 23 avril 1919 – 26 juillet 1974, est un ancien président de la IBM World Trade Corporation et ambassadeur des États-Unis en France.
Il fut ambassadeur en France entre mai 1970 et octobre 1972, sous la présidence de Richard Nixon, succédant à Sargent Shriver.

## Source de la traduction
- (en) Cet article est partiellement ou en totalité issu de l’article de Wikipédia en anglais intitulé « Arthur K. Watson » (voir la liste des auteurs).